# Prima Repubblica filippina
La Prima Repubblica filippina è la porzione della storia delle Filippine compresa tra il 23 gennaio 1899, quando entrò in vigore la Costituzione promulgata il giorno precedente a Malolos, al termine della rivoluzione filippina, e il 23 marzo 1901, quando, a conclusione della guerra filippino-americana, il generale Emilio Aguinaldo fu destituito.
Durante tale periodo, la Repubblica delle Filippine era designata anche come Repubblica di Malolos; fu la prima Repubblica costituzionale dell'Asia.

## Storia
La proclamazione della Repubblica Filippina rappresentò il culmine della rivoluzione filippina contro il dominio spagnolo. Il 12 giugno 1898, presso la casa ancestrale di Aguinaldo a Cavite, fu dichiarata l'indipendenza filippina dalla Spagna. Tale atto fu predisposto e proclamato da Ambrosio Rianzares Bautista. Il Congresso di Malolos fu convocato il 15 settembre e produsse l'omonima Costituzione.
L'8 dicembre 1898 fu siglato il Trattato di Parigi, un accordo che pose fine alla guerra ispano-americana. Secondo l'articolo 3 di tale accordo, le Filippine passarono dalla Spagna agli Stati Uniti.
Il 20 gennaio 1899 il Congresso ratificò la Costituzione, promulgata il 22 gennaio 1899; tale atto normativo, scritto in spagnolo, fu chiamato anche "Constitución política" e delineava per le Filippine una forma di Stato repubblicana.
Successivamente scoppiò la guerra filippino-americana. Dopo diverse battaglie, nel corso delle quali rimasero uccisi alcuni dei suoi uomini più fidati, Aguinaldo fu catturato dalle forze statunitensi il 23 marzo 1901 e prestò un giuramento in cui accettava l'autorità degli Stati Uniti nei confronti delle Filippine, alleandosi di fatto con i nuovi colonizzatori. Il 19 aprile del medesimo anno rilasciò l'Atto di resa filippina, chiedendo ai suoi ultimi sostenitori di abbassare le armi ed arrendersi spontaneamente. Ciò sancì ufficialmente la fine della Prima Repubblica filippina. In seguito, gli Stati Uniti continuarono l'annessione delle isole come da stipulato nel Trattato di Parigi. Le Filippine rimasero sotto la sovranità degli Stati Uniti sino al 1946, quando furono dichiarate ufficialmente indipendenti dal Trattato di Manila.
Nonostante in precedenza ci fossero formalmente state già diverse Repubbliche nel continente asiatico, come la Repubblica di Taiwan e la Repubblica di Ezo, la Repubblica di Malolos fu la prima a scrivere una costituzione approvata da una democrazia rappresentativa.